# Rasbora bunguranensis
Rasbora bunguranensis är en fiskart som beskrevs av Brittan, 1951. Rasbora bunguranensis ingår i släktet Rasbora och familjen karpfiskar. Inga underarter finns listade i Catalogue of Life.